# Топенчаров, Владимир

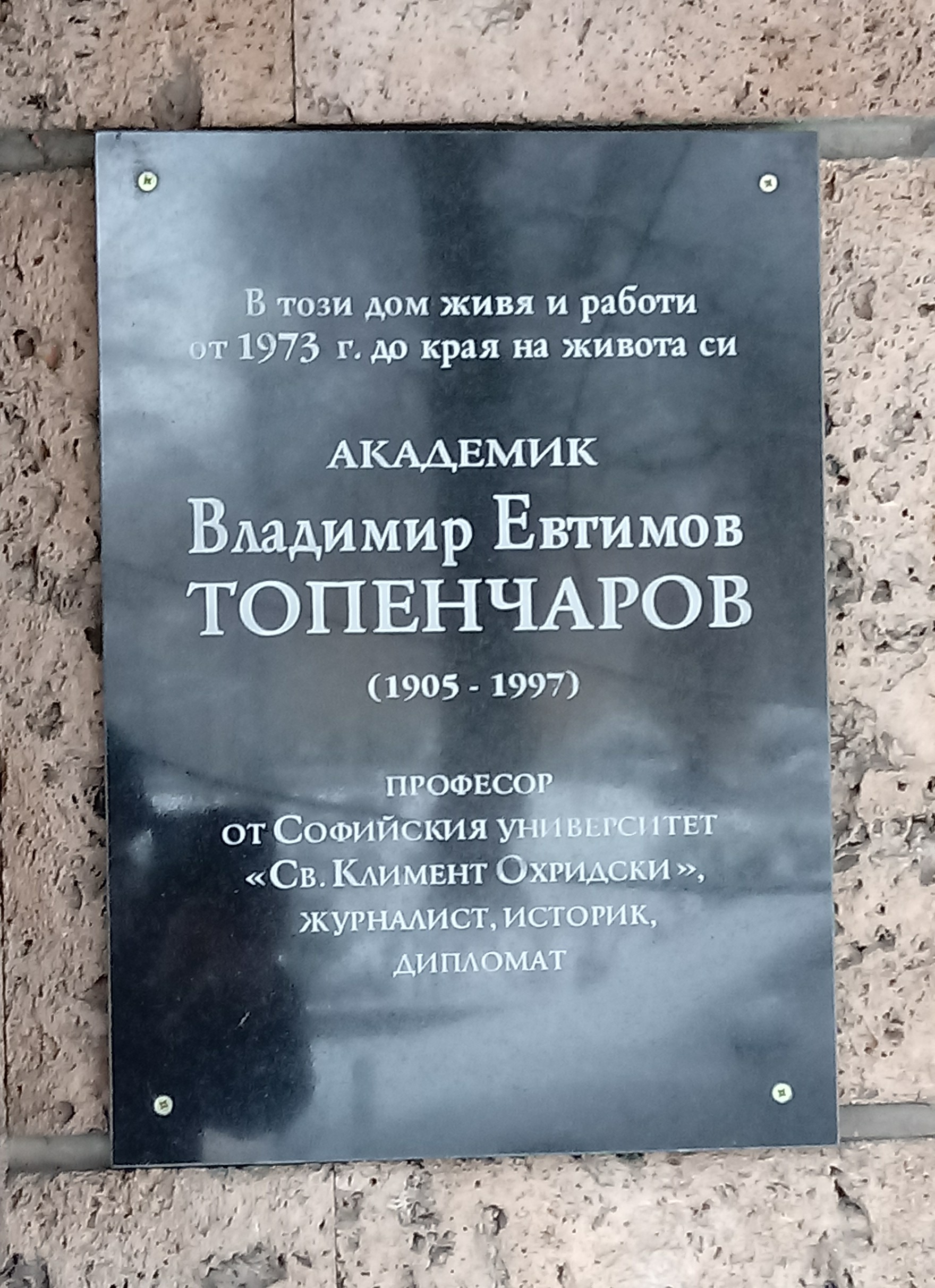
Мемориальная доска в Софии

Владимир Евтимов Топенчаров (2 апреля 1905, София, Княжество Болгария — 31 июля 1997, София, Народная Республика Болгария) — болгарский журналист, политик, активный член БКП, педагог, профессор Софийского университета, академик Болгарской академии наук, историк, дипломат, редактор. Герой Социалистического Труда (НРБ) (1969). Герой Народной Республики Болгария (1986). Народный деятель культуры Болгарии. Лауреат Димитровской премии (1969).

## Биография
Родился в бедной семье. Член Болгарского коммунистического союза молодёжи с 1921 года. с 1929 года — Болгарской коммунистической партии. За коммунистическую и революционную деятельность преследовался властями. В 1925 году был арестован и приговорён к 10 годам лишения свободы. В 1936 году эмигрировал во Францию. С 1941 по 1943 год находился в лагере.
Возглавлял отдел пропаганды и агитации Софийского обкома БКП. Был с перерывами главным редактором газеты «Отечественный фронт» (1944—1958), директором печати Болгарского телеграфного агентства (1945—1947), заместителем министра иностранных дел (1947—1949).
В 1955—1958 годах — председатель Союза болгарских журналистов, чрезвычайный и полномочный посол Болгарии во Франции (1964—1973) и в Нидерландах (1965—1968).
Избирался депутатом Народного собрания Болгарии. Член ЦК БКП. 
С 1974 года — академик Болгарской академии наук.